# Centre Mèdic Bnai Zion
El Centre Mèdic Bnai Zion (en hebreu: מרכז רפואי בני ציון) (transliterat: Merkaz Refui Bnai Zion) va ser establert en 1922 com el primer hospital jueu de Haifa, el centre ofereix atenció mèdica, educació, investigació i serveis a la població diversa i creixent del nord d'Israel. En una enquesta recent en un diari nacional, el centre mèdic Bnai Zion va ser triat el primer hospital de la regió nord d'Israel.

## Informació

### Dades generals
El centre mèdic Bnai Zion, és un hospital municipal que ofereix atenció mèdica. Els serveis de rehabilitació inclouen: teràpia ortopèdica, neurològica, cardiològica, física i ocupacional. És l'únic hospital del nord d'Israel amb un programa integral de rehabilitació.

### Emergències
L'hospital es troba en estat de preparació constant, i en qualsevol moment està preparat per rebre a les víctimes dels atemptats terroristes. En els moments d'emergència nacional, tot el centre mèdic canvia a la manera de crisi, i en els moments de l'atac, rep a les víctimes greument ferides, les quals tenen una necessitat crítica d'atenció de traumatologia.

### Diversitat
El personal i els pacients del centre mèdic Bnai Zion reflecteixen la diversitat de la població del nord d'Israel. Els àrabs cristians i musulmans, els drusos i els jueus, els metges i el personal, treballen junts com un equip unificat que ofereix atenció mèdica a cada pacient que ingresa a l'hospital, independentment de les seves creences o el seu origen ètnic.

### Cooperació amb l'Exèrcit
Degut al nivell del centre mèdic i l'excel·lència del personal, l'Estat d'Israel ha designat al centre com un hospital militar que atén les necessitats mèdiques dels soldats de la regió. Durant i després de la Segona Guerra del Líban (2006), l'hospital ha tractat a civils i ha donat serveis de rehabilitació a homes i dones militars ferits.
El centre es troba dins de l'abast dels atacs amb coets des del Líban. Atès que la sala d'emergències de l'hospital és vulnerable, Bnai Zion està recaptant fons per a construir una nova unitat subterrània protegida, que estarà fortificada contra atacs nuclears, biològics i químics.

### Participació acadèmica
El centre mèdic Bnai Zion està afiliat, amb la facultat de medicina Ruth & Bruce Rappaport del (Institut Tecnològic d'Israel-Technion) i serveix com a hospital d'ensenyament per als seus estudiants. Molts caps de departament i metges del centre són a la facultat i estan associats amb les seves diverses iniciatives d'investigació mèdica. L'hospital també opera una de les escoles d'infermeria més antigues d'Israel, que ofereix un títol acadèmic.

### Altres dades
És un hospital general amb 450 llits. El centre té una mitjana de 142.000 visites a l'any i la sala d'emergències rep 65.000 visites a l'any. En el centre es realitzen 14.000 intervencions quirúrgiques anualment. Tenen lloc 3.500 naixements anuals. El centre té una plantilla de 1.800 empleats. El centro té una plantilla de 1.800 empleats.